# Савез гуслара Републике Српске
Савез гуслара Републике Српске је културно-умјетничко, добровољно, невладино и непрофитно удружење основано 1993. које повезује друштва гуслара са територије Републике Српске основано са циљем очувања традиције српског народа на овим просторима.

## Историјат
Савез гуслара Републике Српске основан је у вријеме ратне 1993. године, са сједиштем на Палама. Савез је организован са циљем да се афирмишу и од заборава сачувају основне тековине српске културе, а то су епска народна поезија и гусле као синоними српске историје.
Од оснивања до данас „Савез гуслара” има деветнаест гусларских друштава у којима тренутно дјелује око 200 гуслара од 7 до 77 година. Од уписаних гуслара широм Републике Српске, више пд 100 гуслара активно се такмичи и учествује на гусларским фестивалима, саборима и концертима.
Савез гуслара Републике Српске чланови су међународног савеза под називом „Савез српских гуслара”, кровног савеза Србије, Републике Српске и Црне Горе). на заједничким фестивалима и екипним такмичењима имају запажене резултате.
Савез гуслара РС, од свога оснивања до данас је организовао:
- двадесет четири фестивала гуслара РС;
- више од двадесет Сабора гуслара „Романијо, горо од јунака”;
- осамнаест Сабора гуслара Херцеговине, седам Савезних фестивала (Србије, Републике Српске и Црне Горе);
- најмање двадесет хуманитарних концерата ;
- три Академије гусала : двије на Филозофском факултету Универзитета у Источном Сарајеву и једну на Академији наука и умјетности РС) и многе друге манифестације.[1]

## Гусларска друштва и организације
Унутар савеза дјелују 19 гусларских друштава и организација, а то су:
| Име                                           | Мјесто             |
| --------------------------------------------- | ------------------ |
| Војвода Лука Вукаловић (гусларско друштво)    | Требиње            |
| Војвода Недељко Видаковић (гусларско друштво) | Требиње            |
| Војвода Влатко Вуковић (гусларско друштво)    | Билећа             |
| Светосавље (гусларско друштво)                | Љубиње             |
| Јован Џомбета (гусларско друштво)             | Берковићи          |
| Тешан Подруговић (гусларско друштво)          | Гацко              |
| Невесињска пушка (гусларско друштво)          | Невесиње           |
| Љутица Богдан (гусларско друштво)             | Калиновик          |
| Херцег Шћепан (гусларско друштво)             | Фоча               |
| Филип Вишњић (гусларско друштво)              | Источно Сарајево   |
| Гаврило Принцип (гусларско друштво)           | Источни Стари Град |
| Старина Новак (гусларско друштво)             | Пале               |
| Романија (гусларско друштво)                  | Соколац            |
| Свети Ђорђе (гусларско друштво)               | Ново Горажде       |
| Вожд Карађорђе (гусларско друштво)            | Вишеград           |
| Раде Јамина (гусларско друштво)               | Вишеград           |
| Филип Вишњић Бијељина(гусларско друштво)      | Бијељина           |
| Јанковић Стојан (гусларско друштво)           | Бањалука           |
| Од Змијања Рајко (гусларско друштво)          | Бањалука           |